# 诺斯唐
诺斯唐（法語：Nostang，法語發音：[nɔstɑ̃]）是法国莫尔比昂省的一个市镇，位于该省西南部，属于洛里昂区。

## 地理
诺斯唐（47°44'59"N, 3°11'16"W）面积15.71 平方千米，位于法国布列塔尼大區莫尔比昂省，该省份为法国西北部沿海省份，位于布列塔尼半岛南部，北起阿摩尔滨海省、西接菲尼斯泰尔省，南濒大西洋，东南接大西洋卢瓦尔省，东临伊勒-维莱讷省。
与诺斯唐接壤的市镇（或旧市镇、城区）包括：布朗代里永、朗吉迪克、朗代旺、朗多勒、洛科阿勒-芒东、圣埃莱娜、梅尔勒沃内、凯维尼亚克。

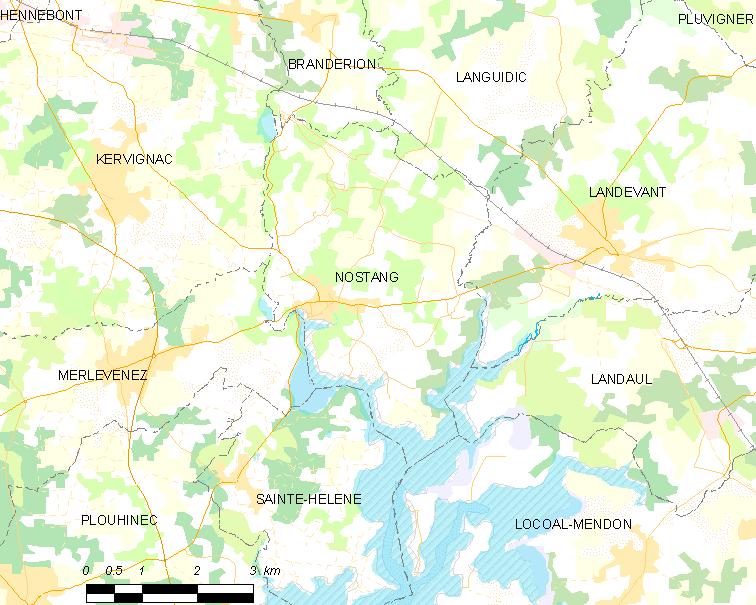
诺斯唐的OSM定位图

诺斯唐的时区为UTC+01:00、UTC+02:00（夏令时）。

## 行政
诺斯唐的邮政编码为56690，INSEE市镇编码为56148。

## 政治
诺斯唐所属的省级选区为普吕维涅县。

## 人口

1962-2008年间诺斯唐人口变化图示

诺斯唐于2022年1月1日时的人口数量为1650人。